# سایه‌های جهنمی
سایه‌های جهنمی یک بازی ویدئویی اکشن ساخته شده توسط گراسهاپرز منیوفکتر و منتشرشده توسط الکترونیک آرتس برای کنسول‌های پلی‌استیشن ۳ و اکس‌باکس ۳۶۰. بازی داستان یک شکارچی اهریمن مکزیکی به نام گارسیا هاتسپر را دنبال می‌کند، که به شهر جهنمی می‌رود تا به جنگ اهریمن‌هایی برود تا از معشوقه اش محافظت بکند. این بازی در نتیجه همکاری بین سودا گوئیچی و میکامی شینجی و ترکیب سبک‌های دو طراح، یعنی «پانک راک» و پس زمینه‌هایی از «روان‌شناختی، اکشن و دلهره‌آور» است.

## داستان
گارسیا هاتسپور شکارچی شیاطین به خانه اش می‌رود تا دوست دخترش پائولا را ببیند که توسط ارباب شیاطین فلمینگ ربوده می‌شود، او پائولا را با خود می‌برد تا بارها و بارها او را بکشد. گارسیا نمی‌تواند فلمینگ را متوقف کند، اما در عوض او همراه با اهریمن همراه خودش، جانسون، که به عنوان اسلحه، مشعل و موتور سیکلت او عمل می‌کند، به دنیای زیرین بازمی‌گردند. در دنیای شیاطین، جانسون به راهنمایی گارسیا در طبیعت پیچیده قلمرو شیاطین کمک می‌کند و دشمنان متعددی را که سعی می‌کنند از گوشت گارسیا تغذیه کنند، شکست می‌دهد و او را از تاریکی که گوشت انسان را از بین می‌برد، دور می‌کند. در سفر، آنها شاهد مرگ‌های متعدد پائولا توسط فلمینگ و سایر شیاطین هستند که همگی با احساس گارسیا بازی می‌کنند. یکی دیگر از انسان‌های شکارچی شیاطین، که به نام «کُلُنِل» شناخته می‌شود، موقتاً به گارسیا کمک می‌کند، اما بعد از مدتی می‌رود تا انتقام مرگ عزیزش را بگیرد، و سپس بی رحمانه کشته می‌شود. گارسیا همچنین با کسی دیگر به نام کریستوفر، یک‌نیمه انسان، نیمه شیطان برخورد می‌کند که کالاهای ارزشمندی به گارسیا می‌فروشد تا قدرت مبارزه او با شیاطین را افزایش دهد.
بعدها در بازی، گارسیا و جانسون متوجه شکارچی شکست ناپذیر می‌شوند، کسی که اولین زن شکارچی شیطان بود که فلمینگ را به چالش کشید، اما توسط پادشاه شیاطین به طرز وحشیانه ای تکه‌تکه شد. فلمینگ به دلیل امتناع وی از تسلیم شدن حتی در صورت قطع عضو چهارگانه اش تحت تأثیر او قرار می‌گیرد و شکارچی را ملکه خود می‌کند، اما بارها و بارها او را می‌کشد و سپس زخم‌های ناشی از شکنجه اش را درمان می‌کند. در نهایت شکارچی، از شهر جهنمی فرار می‌کند، اما توسط فلمینگ گرفته شده و کشته می‌شود. گفته می‌شود که پائولا پیش از شروع بازی همان شکارچی شکست ناپذیر بوده‌است.
سرانجام، گارسیا به «قلعه عذاب» فلمینگ می‌رسد و به بالای آن می‌رود، جایی که فلمینگ در انتظار اوست و پائولا را در شنل خود مخفی کرده‌است. فلمینگ با گارسیا وارد نبرد می‌شود، اما گارسیا برتری می‌یابد و او را نابود می‌کند. او با عجله به طرف پائولا می‌رود، اما پائولا به او ضربه می‌زند و بسیار خشمگین است که فلمینگ بارها و بارها مرگ او را تماشا می‌کرده این تنفر سبب می‌شود که او به یک دیو تبدیل شود و به گارسیا حمله کند، اما در نهایت گارسیا او را به اندازه کافی ضعیف می‌کند تا پائولا به شکل انسانی خود بازمی‌گردد و در حالی که زخمی دراز کشیده و تاریکی آنها را احاطه کرده‌است، گارسیا او را دلداری می‌دهد و از او عذرخواهی می‌کند.
در پایان داستان، گارسیا و پائولا به خانه بازگشته اند و برای سفر برنامه‌ریزی می‌کنند، هنگامی که گارسیا از فلمینگ تماس می‌گیرد و به او هشدار می‌دهد که شیاطین بیشتری بدنبال او می‌آیند. گارسیا به او می‌گوید که تا زمانی که با همسر ارباب شیاطین روابط عاشقانه دارد، شیاطین به دنبال آنها می‌آیند و او قول می‌دهد که تا آخرین نفر آن‌ها را می‌کشد.

## گیم پلی
سایه‌های جهنمی یک بازی اکشن است. بازیباز گارسیا را کنترل می‌کند و جانسون، همکار گارسیا، همیشه در کنارش حضور دارد، بیشتر به عنوان مشعلی برای حملات سبک یا سریع عمل می‌کند، اما در صورت نیاز می‌تواند به اسلحه تبدیل شود. جانسون می‌تواند سه شکل داشته باشد: یک تپانچه، یک تفنگ ساچمه‌زنی و یک تفنگ خودکار، که همگی با یافتن جِم‌های آبی باقی مانده پس از جنگ با باس فایت‌ها و افزایش توانایی‌های اضافی، یا از طریق شکافتن جِم‌های قرمز، که در محیط یافت می‌شوند، به اشکال قوی تری ارتقاء می‌یابد. قابلیت خرید از کریستوفر، برای ارتقا قدرت آسیب رسانی، افزایش سرعت تعویض مهمات یا افزایش ظرفیت مهمات. بهبود نوار سلامتی گارسیا را می‌توان با استفاده از جِم‌های قرمز گسترش داد. بهبود سطح سلامتی از طریق نوشیدن نوشیدنی الکلی صورت می‌گیرد. نوشیدنی‌ها در قسمت‌های مختلف بازی یافت می‌شوند و از طریق کریستوفر یا دستگاه‌های فروش نوشیدنی که با جِم‌های سفید قابل خریداری هستند صورت می‌گیرد.
جانسون همچنین می‌تواند یک «گلوله درخشان» مخصوص شلیک کند، که می‌تواند برای گیج کردن دشمنان استفاده شود و مکانیزم اصلی برای حل معمای «قسمت‌های تاریک» در بازی است. اگر گارسیا وارد منطقه ای شود که تاریکی آن را پوشانده‌است، تا مدتی اتفاقی برای او نمی‌افتد اما پس از مدتی تاریکی سطح سلامتی او را کاهش می‌دهد تا زمانی که او از آن قسمت خارج شود یا آن را از بین ببرد. این کار اغلب می‌تواند با شلیک یک گلوله درخشان به سر بز در آن منطقه انجام شود که پس از شلیک مانند یک چراغ محیط را روشن می‌کند، اما اغلب برای یافتن این بز نیاز به تکمیل معماهای دیگر مانند باز کردن یک سری درهای قفل شده‌است. راه‌های دیگر برای از بین بردن تاریکی کشتن شیاطینی است که از دل آن بیرون می‌ریزند یا استفاده از آتش بازی برای از بین بردن موقت آن است. در برخی از معماها، معما تنها زمانی قابلیت حل پیدا می‌کند که گارسیا در تاریکی باشد. شیاطین که اغلب از تاریکی به وجود می‌آیند، وقتی تاریکی از بین می‌رود، آن‌ها هم مخفی می‌شوند، و مانع از آسیب رساندن گارسیا می‌شود. باس فایت‌های متعددی وجود دارد که باید چندین جنبه از گیم پلی بازی، از جمله تاریکی را باهم ترکیب کرد تا شکست بخورد. قسمت‌های خاصی در بازی براساس بازی‌های کوچک است، مانند استفاده از کنترلر بازی پهلو-پیمایش در برخی از قسمت‌ها.

## توسعه
سایه‌های جهنمی دومین همکاری طراحان بازی ژاپنی سودا جوئیچی و میکامی شینجی بود. آنها پیش از این در عنوان Killer7 ساخته سال ۲۰۰۵ باهم همکاری داشتند. Killer7 با استقبال منتقدان روبرو شد و شهرت عمومی استودیو سودا را افزایش داد. سودا با وجود تجربه تیمش در زمینه سرمایه‌گذاری مشترک با سایر شرکتها، با ایجاد بازیهای تولید استودیوی خودش به دنبال پیشرفت مالی گراسهاپر بود. در سال ۲۰۰۶، او استودیو را با ایده ساخت یک بازی ترس و بقا با عنوان Kurayami (暗闇، lit. "تاریکی") برای پلی‌استیشن ۳ به پیش برد. پس از اینکه گراسهاپر متعهد به توسعه بازی شد، سودا، میکامی را که تا آن زمان از کپ‌کام جدا شده بود و خود را به عنوان یک طراح مستقل معرفی کرده بود، دعوت کرد تا به عنوان تهیه‌کننده شرکت کند. Kurayami از شیفتگی سودا به آثار فرانتس کافکا، ویژه رمان قصر سرچشمه می‌گرفت، او امیدوار بود که محیط روایی آن را در محیط بازی‌های ویدئویی بازسازی کند. در دنیای داستانی سودا برای بازی، قهرمان داستان در طول شب یک شهر خارق‌العاده را کشف کرد که توسط قلعه ای بزرگ احاطه شده بود و جایی بود که به عنوان نقطه شروع سفر بازیکن عمل می‌کرد. اگرچه بسیاری از موجودات دشمن در مناطق عمدتاً بدون نور دنیای بازی زندگی می‌کردند، اما شخصیت بازیکن دارای مشعلی بود که به او اجازه می‌داد محیط‌ها را روشن کرده و از آن‌ها عبور کند. منابع خطر برای قهرمان بازی فراتر از موجودات دشمن بود، زیرا سودا می‌خواست تعامل بین بازیکن و ساکنان عادی شهر را که ممکن است درگیری از آنها بوجود آید، فعال کند. طراح مانگا Q Hayashida طرح‌های دشمنان را برای بازی ارائه داد.
از این چارچوب، سودا می‌خواست زیبایی‌شناسی کوریامی 'با پس از انگیزه "تاریکی" را الگو قرار دهد و امیدوار بود که این بازی با استناد به "ترس طبیعی ما از تاریکی و ناراحتی خزنده ای که در بازی احساس می‌کنیم، سناریوهای وحشتناکی را در بازی ارائه دهد. آن هم در حالی که همه چیز آرام و بی روح است ". برای تقویت تصویرسازی از آن موضوعات، در این بازی، سودا برنامه‌ریزی برای پیاده‌سازی آن در Kurayami تنوع خاصی از پیکسل ها که  بر رنگ تیره از گرافیک بازی با بافت های ترکیبی تأکید دارد. او این ضرورت را انگیزه تصمیم خود برای توسعه بازی برای پلی استیشن ۳ دانست، زیرا قدرت پردازشی این پلتفرم با انتظارات سودا از فناوری مناسب برای ارائه تکنیک تصویری تصور شده او مطابقت دارد. سودا گراسهاپر را متقاعد کرد تا شیوه‌های طراحی انحصاری خود را از Killer7 برای ایجاد Kurayami برای ایجاد تجربه تعاملی نوآورانه در اختیار بازیبازان قرار دهد. در همان زمان، او سعی کرد تا سبک کارگردانی خود را در بازی پیاده کند. سودا در مقایسه بازی با Killer7، خاطرنشان کرد که Kurayami از درجه بالاتری از کنترل بازیباز بر شخصیت اصلی و تمرکز بیشتر بر روی سکانس‌های مبتنی بر اکشن برخوردار است، این‌ها ویژگی‌هایی است که او معتقد است شواهدی از تنوع در بازی است. خط داستانی بازی با الگویی کمتر خطی نسبت به آثار قبلی سودا شکل گرفت، زیرا او می‌خواست "یک پیام قابل تأمل را منتقل کند، نه یک پیام که من به محض شروع کار ساخت یا برخی مزخرفات آرمانشهر گونه دربارهٔ صلح در زمین، سر مخاطب را بدرد بیاورد." ". زمانی که Kurayami در سال ۲۰۰۶ توسط مجله اج معرفی شد بازی در مراحل اولیه ساخت خود قرار داشت.
در نمایشگاه سرگرمی الکترونیکی (E3) در سال ۲۰۰۶، هنوز ناشری برای Kurayami تعیین نشده بود. در سال ۲۰۰۹، سودا فاش کرد که تیم او در سال‌های گذشته به دلیل حجم زیاد کار روی این بازی کار نکرده‌است و تنها دارایی‌های پروژه شامل آثار هنری مفهومی طراح است که او به اج نشان داده‌است. اگرچه در آن زمان، سودا مدعی شد که گراسهاپر هرگز تصمیم به لغو Kurayami نگرفته‌است، استودیو سرانجام این طرح را کنار گذاشت و تولید را دوباره آغاز کرد. کورایامی در نهایت به اولین طرح سایه‌های جهنمی را به عهده گرفت. در سال ۲۰۰۸، سودا مفهوم بازی را به الکترونیک آرتس ارائه کرد، آنها موافقت کردند که مجوز آنریل انجین ۳ را دریافت کنند و بازی را برای مخاطبان جهانی منتشر کنند. سودا می‌خواست بازی را در E۳ ۲۰۰۹ معرفی کند، اما به دلیل توافق سکوت رسانه ای بین گراسهاپر و الکترونیک آرتس اجازه این کار را نداشت. در دسامبر آن سال، آکیرا یامائوکا (طراح صدا برای مجموعه سایلنت هیل) پس از اتمام کار خود در سایلنت هیل: یادگارهای خردشده شرکت کونامی را ترک کرد و به گراسهاپر پیوست زیرا از بازی دوم آن‌ها No More Heroes خوشش آمده بود. یامائوکا به عنوان طراح صدا برای بازی شروع به کار کرد. بازی تا زمانی که الکترونیک آرتس آن را تأیید نکرد، حدود پنج نسخه مختلف را طی کرد. عنوان جدید سایه‌های جهنمی سرانجام در نمایشگاه توکیو گیم شو در سال ۲۰۱۰ به عنوان یک بازی اکشن معرفی شد.
ساخت سایه‌های جهنمی ۳ سال طول کشید و طراحی بازی تغییرات قابل توجهی (در مجموع پنج نسخه طراحی) را پشت سر گذاشت؛ مثلاً در ابتدا، گارسیا بدون پیراهن و بدون اسلحه شروع به کار کرد. از آنجا، او به تدریج در طول راه اسلحه به دست می‌آورد و در فروشگاه‌های داخل بازی لباس می‌خرید. با این حال، گراسهاپر توسط EA تحت فشار قرار گرفت تا گارسیا بازی را با اسلحه شروع کند، زیرا «غربی‌ها عاشق اسلحه هستند». علاوه بر این، پائولا در ابتدا به عنوان دختر کوچکی طراحی شده بود که در اسلحه گارسیا زندگی می‌کرد و هنگامی که به توانایی او نیاز بود مانند خرگوش می‌پرید یا مثل یک پروانه تکان می‌خورد. و این منجر به یک داستان عاشقانه میان آن دو می‌شد. دوباره، EA این ویژگی‌ها را حذف کرد زیرا مفهوم آن را درک نمی‌کردند. EA به گراسهاپر اطلاع داد که «در آمریکا چیزی به نام معرفی آسانسوری وجود دارد و اگر نتوانید داستان خود را سریع بیان کنید، هالیوود از آن استفاده نخواهد کرد.» این امر سودا را مجبور کرد که تمام ایده‌های اولیه خود را به‌طور کامل کنار بگذارد و جانسون جمجمه صحبت کننده را جایگزین پائولا کرد و بازی را به یک افسانه مانند قلعه کاگلیوسترو لوپین سوم یا پرنسس پیچ و ماریو تبدیل کرد.
در ۱۷ ژوئیه ۲۰۱۲، میکامی ناامیدی و پشیمانی خود را از سایه‌های جهنمی ابراز کرد. او در سال ۲۰۲۰ بیشتر توضیح داد که ایده اولیه سودا، که دارای روح مستقل خود بود، با بودجه ۱۰ میلیون دلاری EA چندان جور درنمی‌آمد. او گفت EA به دروغ به آنها گفت که از مفهوم اصلی داستان آنها خوششان آمده اما بعدها EA آنها را تحت فشار قرار داد تا بازی را تغییر دهند.
در سال ۲۰۱۹، سودا گفت که ساخت سایه‌های جهنمی یک چالش بزرگ بود زیرا به عنوان یک عادت، تغییر طراحی بازی به این معنی است که او باید شخصیت اصلی را نیز تغییر دهد. او پیش از توافق نهایی برای گارسیا مجبور شد سه طرح شخصیت‌های پیشین را کنار بگذارد. وی افزود که اگر قرار باشد که دوباره روی یک بازی جدید با EA همکاری کند، ممنون خواهد بود اگر آنها دفعه بعدی اولین پیش نویس طراحی او را تأیید کنند.

## بازتاب‌ها
| گردآورنده | امتیاز                     |
| --------- | -------------------------- |
| متاکریتیک | (PS3) 77/100 (X360) 76/100 |

| ناشر                   | امتیاز        |
| ---------------------- | ------------- |
| دستراکتید              | (X360) 8.5/10 |
| یوروگیمر               | (X360) 7/10   |
| گیم اینفورمر           | 9.25/10       |
| گیم‌پرو                 | [ ۱۹ ]        |
| گیم رولیشن             | B+            |
| گیم‌اسپات               | 8.5/10        |
| گیم‌اسپای               | [ ۲۲ ]        |
| گیم‌تریلرز              | (PS3) 6.7/10  |
| گیم‌زون                 | 8.5/10        |
| جاینت بامب             | (X360)        |
| آی‌جی‌ان                 | 7/10          |
| جویستیک                | (X360)        |
| اواکس‌ام (ایالات متحده) | 8/10          |
| پی‌اس‌ام                 | 8/10          |
| The Daily Telegraph    | (X360) 7/10   |
| The Escapist           | (X360)        |

| ناشر     | جایزه                               |
| -------- | ----------------------------------- |
| GameSpot | Best Music (Editor's Choice)        |
| GameSpot | Best Sound Design (Editor's Choice) |

سایه جهنمی نقد «به نسبت مطلوب» با توجه به بازبینی جمعی وب سایت متاکریتیک را دریافت کرد. در ژاپن، فامیتسو به آن نمره ۳۲ از ۴۰ را داد.
دستراکتید در مورد نسخه اکس باکس ۳۶۰ می‌گوید: «این بازی ترسناک، ترس را به حد جدیدی می‌رساند و از شما به عنوان بازیباز می‌خواهد که در تمام مدت چیزی جز سرگرمی نداشته باشید.» گیم‌اسپات از طراحی صدای بازی، باس‌های چالش‌برانگیز و وحشتناک، گیم پلی متنوع و استفاده هوشمندانه از تاریکی استقبال کرد، اما عدم وجود عملکرد جدید بازی و همچنین انیمیشن سخت را مورد انتقاد قرار داد. GameZone می‌گوید: «بسیار ساده است، سایه جهنمی یک تجربه شگفت انگیز است که هرکسی که دارای حس شوخ طبعی و علاقه به بازی‌های غنی است باید بازی در اسرع وقت به دستش برسد.»
ای. وی. کلاب به نسخه اکس باکس ۳۶۰، A− داد و گفت: «دید پیچیده و وسواس گونه سودا ۵۱ و اقدام شلیک مطمئن میکامی یک بازی عالی را رقم می‌زند.» گاردین چهار ستاره از پنج ستاره به آن داد و گفت: "درست است که گاهی اوقات کمی از هم گسیخته به نظر می‌رسد، گاهی اوقات دیالوگ به طرز آزاردهنده ای تلخ است و با توجه به اینکه هیچ عنصر آنلاین ندارد، می‌توانید این گونه استدلال کنید که ناامیدکننده و قدیمی است اما اگر از نوع گیم پلی ای که Resident Evil ارائه می‌دهد خوشتان بیاید، لذت زیادی را برای شما به ارمغان می‌آورد، کمابیش از ابتدا تا انتها. " با این حال، دیلی تلگراف به نسخه اکس باکس ۳۶۰ نمره ۷ از ۱۰ داد و گفت که "طبیعت نامنظم و تکان دهنده آن شما را کمی مبهوت می‌کند. اما علیرغم برخی افت‌های واضح در کیفیت، با وجود اینکه بازی هرگز آنقدر به سطح درخشانی که شما به آن امیدوار هستید نمی‌رسد، از بازی آن خوشحال خواهید شد. " Digital Fix به همین ترتیب هفت از ده را به آن داد و گفت: "بازی مطمئناً نزدیک‌ترین عنوان به بازی اصلی است که سودا ۵۱ در آن نقش داشته‌است. به طرز عجیبی، به یاد ماندنی‌ترین جنبه‌های بازی در واقع از گیم پلی واقعی بسیار دور است. شخصیت‌ها، کتاب‌های داستان و موسیقی بیش از هر یک از مجموعه‌های اکشن به یاد ماندنی هستند. با این اوصاف، بازی حداقل ارزش یک بار بازی کردن را دارد، به خصوص اگر از عناوین قبلی سودا ۵۱ لذت برده‌اید. "
دیجیتال اسپای همان نسخه کنسولی را از پنج ستاره به سه ستاره داد و گفت: "نه به مانند بازی‌های سایلنت هیل یا رزیدنت ایول ترسناک است، نه مانند No More Heroes خنده دار و نه مانند عنوان اصلی استودیو اش Killer7 است، و این بازی در بلا تکلیفی گیر کرده‌است. Escapist نمره مشابه سه ستاره از پنج را به آن داد و گفت که "علی‌رغم گیم پلی معمولی" تصاویر زیبا و حساسیت فوق العاده بازی ارزش بررسی دارد. علاوه بر این، معمولی بودن به معنای بد بودن نیست. منفجر کردن سر شیاطین با اسلحه شکاری، به هر حال جذابیت خاصی دارد. این تقریباً بی عقلی است، اما برای یک سرگرمی آخر هفته ارزش دارد و گاهی اوقات این تنها چیزی است که شما واقعاً به آن احتیاج دارید. " اج نمره پنج از ده را به همان نسخه کنسولی داد و گفت: "با کمی خویشتنداری بیشتر و تمرکز بر تجربه اصلی، سایه جهنمی می‌تواند یک بازی هیجان انگیز باشد که گارسیا هاتسپور فکر می‌کند. در عوض بازی - مانند خود هاتسپور - همه اش حرف است. "
در عرض یک هفته پس از انتشار، سایه جهنمی تقریباً ۲۴۰۰۰ واحد در آمریکای شمالی برای اکس باکس ۳۶۰ و پلی استیشن ۳ به صورت ترکیبی، و همچنین ۹۱۴۵ واحد دیگر در ژاپن برای پلی استیشن ۳ فروخت.

## میراث
در سال ۲۰۱۵ کتاب هنری طرح گراسهاپر منیوفکتر به‌طور گسترده شامل طرح‌های زمینه‌های استفاده نشده برای بازی را شامل می‌شود، از جمله طرح‌های استفاده نشده هیولا طراحی شده توسط ماساهیرو ایتو و توضیحاتی توسط سودا ۵۱ که چرا EA چهار بار طرح و ایده‌های گراسهاپر را رد کرده‌است. بازی ویدئویی سال ۲۰۱۳ این استودیو با شمشیر شوالیه سیاه از نقاط داستانی طرح دوم منتشر شده برای بازی این استفاده کرد، برجسته‌ترین قهرمان داستان در ابتدای بازی، همان‌طور که در کتاب هنری دیده می‌شود و تنظیمات اصلی افسانه تاریک. جلد دوم مانگای Kurayami Dance (رقص در تاریکی)، که برای اولین بار در سال ۲۰۱۵ منتشر شد و توسط سودا ۵۱ نوشته شده‌است، تا حدی بر اساس اولین طرح منتشر شده برای بازی است و دارای طراحی از شخصیت‌های استفاده نشده آن است. یک شرور به نام G از اولین طرح منتشر شده برای گارسیا بوجود آمده‌است. بازی ویدئویی سال ۲۰۱۹ Travis Strikes Again: No More Heroes دارای سطحی به نام Damned Dark Knight بر اساس سایه‌های جهنمی است. سطح در دنباله ای ساختگی به نام Serious Moonlight تنظیم شده‌است و به شدت در مورد توسعه مشکل بازی توضیح می‌دهد. گارسیا و جانسون هر دو NPC هستند. یک شرور به نام آلفرد شخصیتی از دومین طراحی منتشر شده برای گارسیا استفاده شده‌است. زن رهبر رقص Kurayami همچنین در بخش رمان تصویری از Travis Strikes Again ظاهر می‌شود. بازی و رقص Kurayami ثابت می‌کنند که هر دو در جهان No More Heroes (سری) که شامل بسیاری از بازی‌های دیگر سودا ۵۱ است، تنظیم شده‌است. سایه‌های جهنمی و Serious Moonlight بازی‌های ویدئویی با دنیایی مشترک هستند اما بازیگران Kurayami Dance نسخه ای از بازیگران اولین طراحی سایه‌های جهنمی هستند که تراویس تاچ داون با آنها تعامل داشت.
بازی ترسناک بقا سال ۲۰۱۴ شیطان درون که توسط تهیه‌کننده میکامی شینجی بلافاصله پس از آن ساخته شد و دارای حالتی به نام Kurayami به عنوان بخشی از DLC آن است. حالت با عنوان اصلی سایه‌های جهنمی دارد و حول مکانیزیم روشنایی ساخته شده‌است که تا حدی در نسخه نهایی سایه‌های جهنمی باقی مانده بودند.